# Miguel Abriat Cantó
Miguel Abriat Cantó (Aguadilla, Puerto Rico, 10 d'octubre de 1879-València ?, 1972) va ser un militar espanyol, tinent general de l'Exèrcit, que participà a la Guerra del Marroc, i amb un paper destacat en la Guerra Civil i que arribà a aconseguir càrrecs de rellevància com gobernador militar de Cartagena i Astúries, i Capità general de la III Regió Militar en el franquisme.

## Biografia
Va ingressar en l'Exèrcit el 25 d'agost de 1894. Va ser capità d'Infanteria del Regiment Otumba, n. 49. Més tard, sent comandant, va formar part del professorat de l'Acadèmia d'Infanteria de Toledo. Posteriorment va ser coronel director de l'Escola de Tir d'Infanteria de Madrid.
Al començament de la Guerra Civil va estar al comandament de la VI Brigada de Navarra, creada en maig de 1937 durant la Campanya del País Basc, la qual estava dividida en dues agrupacions, les dels tinents coronels Serrano i Mora. Posteriorment comandà la 73.ª Divisió, pertanyent a l'Agrupació de Divisions de Guadalajara, que formaba part del Exèrcito del Centre. Més tard va ser capturat per tropes de l'exèrcit republicà, i va estar pres en Molina de Aragón. Posteriorment va ser alliberat quan les tropes revoltades van entrar en la localitat.
Després de la fi de la guerra, va ser governador militar de Cartagena (1939-1940) i Astúries. Fou ascendit a general de brigada en 1938 i de divisió el 12 de juliol de 1940. També va ser capità general de València de 1943 a 1945.
Passà a la reserva en 1945. Aquest mateix any fou nomenat delegat del Govern en la Confederació Hidrogràfica del Xúquer, càrrec que ostentaria fins a 1968. Va morir en 1972.

## Crims durant la guerra
Sota el seu comandament (encara que no es pot demostrar que fos sota les seves ordres), dues companyies del IV Batalló de Muntanya Arapiles núm. 7, aleshores pertanyent a la VI Brigada de Navarra i compost per soldats regulars, van assassinar 17 infermeres de l'Hospital Psiquiàtric del Monestir de Valdediós (Villaviciosa, Astúries), i la filla d'una de 15 anys el matí del 27 i 28 d'octubre de 1937. D'acord amb testimonis orals, les víctimes van ser prèviament violades i obligades a cavar la seva fosa comuna.

## Vida personal
En 1907 va contreure matrimoni amb Amalia Puig. La seua filla, Carmen Abriat Puig, fou, en 1945, la primera reina en la història de les Festes de la Magdalena. Va ser triada per l'alcalde de la ciutat, Benjamín Fabregat, en reconeixement del seu pare, que era capità de la Regió Militar de València, i que mantenia una estreta relació amb la ciutat.
Polifacètic militar, era un amant de la música. Va fundar una banda de música en la localitat de Quartell.

## Reconeixements
El 2 d'agost de 1940 va ser nomenat fill adoptiu de Benavites, Benifairó de les Valls, Quart de les Valls, Quartell i Faura.
Medalla d'Or de la ciutat de Castelló, així com també els títols de Fill Adoptiu i Alcalde Honorari de la ciutat, produint-se el nomenament el 14 de desembre de 1947.
A causa del seu especial vincle amb la població de Morella, en va ser declarat fill predilecte el 26 d'agost de 1945.
També va ser declarat fill predilecte de València; tanmateix, basant-se en la Llei de Memòria Històrica d'Espanya, en 2016 el Ajuntament de València li va retirar aquesta distinció.
El 4 de desembre de 1948 l'Ajuntament de Casinos el nomenà Fill Adoptiu de la localitat.
Actualment hi ha diversos carrers que honren la seua memòria. Estan situades en les localitats de Llíria i la Llosa de Ranes.
També va haver un carrer amb el seu nom a la ciutat de Castelló, Quartell, i Almàssera.
Hi ha un bust com a homenatge a la seua figura en una glorieta situada al costat del Cementeri dels Ajusticiats de Tavernes Blanques.

## Condecoracions
Estava condecorat amb:
Medalla Militar, el 15 d'agost de 1927, per la seua intervenció al ocupar "Morro Viejo", un tossal rocós ubicat en Alhucemas.
La Gran Creu de l'Orde de Sant Hermenegild, que li va ser concedida en 1940.
La Gran Creu de l'Orde del Mèrit Militar, amb distintiu blanc, el 8 de gener de 1943.
- En agosto de 1944 recibió la Creu d'Or de Mèrit Social Penitenciari de mans de Eduardo Aunós, el llavors Ministre de Justícia[22]

## Obres
- Cántico apasionado
- Guerra química
- Junta de Aguas de la Plana[23]